# Континентальна хокейна ліга 2025—2026
Континентальна хокейна ліга 2025—2026 — 18-й сезон КХЛ, стартує 5 вересня 2025 року та завершиться у травні 2026 року.

## Передмова
Матчі регулярного сезону проведуть з 5 вересня 2025 року по 20 березня 2026 року, загалом клуби проведуть по 68 матчів.
«Витязь» (Подольськ) цього сезону виключено із складу учасників змагань.
Китайський клуб «Куньлунь Ред Стар» змінив назву на «Шанхай Дрегонс».

## Кубок Відкриття
| 5 вересня 2025 |

| Локомотив | – | Трактор |
| --------- | - | ------- |
|           |   |         |

| Арена 2000, Ярославль |

## Групи
| Західна конференція       | Західна конференція     | Східна конференція          | Східна конференція    |
| Дивізіон Боброва          | Дивізіон Тарасова       | Дивізіон Харламова          | Дивізіон Чернишова    |
| ------------------------- | ----------------------- | --------------------------- | --------------------- |
| Лада (Тольятті)           | ЦСКА (Москва)           | Ак Барс (Казань)            | Адмірал (Владивосток) |
| СКА (Санкт-Петербург)     | Динамо (Москва)         | Автомобіліст (Єкатеринбург) | Амур (Хабаровськ)     |
| Сочі                      | Динамо (Мінськ)         | Металург (Магнітогорськ)    | Авангард (Омськ)      |
| Спартак (Москва)          | Локомотив (Ярославль)   | Нафтохімік (Нижньокамськ)   | Барис                 |
| Торпедо (Нижній Новгород) | Шанхай Дрегонс          | Трактор (Челябінськ)        | Салават Юлаєв (Уфа)   |
|                           | Сєвєрсталь (Череповець) |                             | Сибір (Новосибірськ)  |